# Motion City Soundtrack
Motion City Soundtrack – zespół muzyczny z Minneapolis w amerykańskim stanie Minnesota, powstały w roku 1997. Ich muzyka łączy punkowe brzmienie z popowymi i alternatywnymi naleciałościami.

## Członkowie zespołu

### Obecni
- Joshua Cain – gitara, wokale dodatkowe
- Jesse Johnson – syntezator
- Justin Pierre – śpiew, gitara
- Matthew Taylor – gitara basowa, wokale dodatkowe, pianino
- Tony Thaxton – perkusja, bębny, chórki

### Byli
- Joel Habedank – bębny, perkusja
- Austin Lindstrom – gitara basowa
- Sidney Burgdorf – bębny
- Andy Whitney – bębny
- Joe Skinner – gitara